# Wario Land 4
Wario Land 4 (название в Японии — Wario Land Advance, яп. ワリオランドアドバンス) — компьютерная игра в жанре платформера, разработанная Nintendo и выпущенная для Game Boy Advance. В этой игре Варио должен собрать четыре сокровища, выбраться из пирамиды и спасти принцессу Шокору от золотой Дивы.

## Сюжет
Варио узнаёт из газетной статьи о древней пирамиде, найденной в джунглях. По легенде, ей правила принцесса Шокора (Princess Shokora), но её прокляла помешенная на деньгах Золотая Дива (Golden Diva). Варио отправляется к пирамиде, но случайно проваливается в её недры. Герой начинает выбираться из пещеры, попутно собирая сундуки с сокровищами.
Когда Варио побеждает Золотую Диву, пирамида начинает рушиться. Варио и странная чёрная кошка успевают выбраться, прихватив с собой все сокровища. Выясняется, что чёрной кошкой была проклятая принцесса Шокора. Она целует Варио, благодарит его за помощь и отправляется на небеса. Варио забирает большой мешок денег и возвращается домой.

## Игровой процесс
Wario Land 4 является платформером, как и другие игры из этой серии. Игрок управляет Варио, который должен выбраться из пирамиды и собрать как можно больше золота и сокровищ. Всего в игре имеется 20 разнообразных и уникальных уровней. Их прохождение разделено на две стадии: в первой Варио продвигается по уровню и собирает различные бонусы (в том числе осколки драгоценных камней, необходимые для того чтобы открыть доступ к боссу локации, а также призрака с ключом для перехода на следующий уровень).
Во второй стадии прохождения уровня, Варио должен найти специальный переключатель, после нажатия на который игроку даётся определённое время, чтобы добраться до портала и покинуть уровень. Некоторые бонусы на уровне можно собрать только после нажатия на переключатель, или же наоборот.
В конце каждой локации игроку предстоит сразиться с боссом, за победу над которым даются ящики с сокровищами. На их общее количество влияет концовка игры. Также в игре имеется три уровня сложности: нормальный (normal), сложный (hard) и разблокируемый супер-сложный режим (s-hard).

## Отзывы
| Сводный рейтинг       | Сводный рейтинг                                                                    |
| Агрегатор             | Оценка                                                                             |
| --------------------- | ---------------------------------------------------------------------------------- |
| GameRankings          | 85,34 %                                                                            |
| Metacritic            | 88/100                                                                             |
| Иноязычные издания    |                                                                                    |
| Издание               | Оценка                                                                             |
| EGM                   | 7,5/10                                                                             |
| Eurogamer             | 8/10                                                                               |
| Famitsu               | 33/40                                                                              |
| Game Informer         | 8,5/10                                                                             |
| GamePro               | 4,5 из 5 звёзд · 4,5 из 5 звёзд · 4,5 из 5 звёзд · 4,5 из 5 звёзд · 4,5 из 5 звёзд |
| GameSpot              | 8,7/10                                                                             |
| IGN                   | 9/10                                                                               |
| Nintendo Life         | [ 3 ]                                                                              |
| Nintendo Power        | [ источник не указан 645 дней ]                                                    |
| Nintendo World Report | 9/10                                                                               |

В США к августу 2006 года было продано 720 000 копий игры Wario Land 4. Игра получила отличные оценки критиков и была признана одной из лучших игр на Game Boy Advance.